# Городок (Бокситогорский район)
Городок — деревня в Ефимовском городском поселении Бокситогорского района Ленинградской области.

## История
Деревня Городок упоминается на карте Новгородского наместничества 1792 года А. М. Вильбрехта.

ГОРОДОК — деревня Труфановского общества с усадьбой, прихода села Озерева.  

Крестьянских дворов — 6. Строений — 20, в том числе жилых — 10. 

Число жителей по семейным спискам 1879 г.: 11 м. п., 9 ж. п.; по приходским сведениям 1879 г.: 16 м. п., 16 ж. п.

В усадьбе строений — 9, в том числе жилых — 3. Число жителей по приходским сведениям 1879 г.: 3 м. п., 4 ж. п.

В конце XIX — начале XX века деревня административно относилась к Тарантаевской волости 5-го земского участка 3-го стана Тихвинского уезда Новгородской губернии.
В начале XX века в 10 саженях от усадьбы и в 50 саженях от реки Чагоды находилось городище. В 100 саженях от городища — три сопки.

ГОРОДОК — деревня Труфановского общества, число дворов — 7, число домов — 4, число жителей: 8 м. п., 9 ж. п.; Занятия жителей: земледелие, лесные заработки. Река Чагода. 

ГОРОДОК — усадьба Н. А. Светловского, число дворов — 1, число домов — 1. Река Чагода. (1910 год)

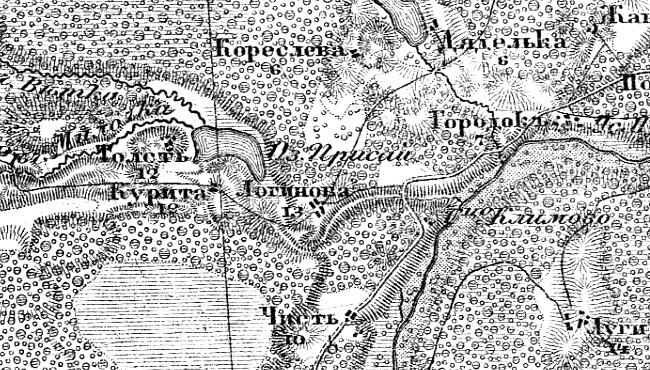
Деревня Городок на карте 1912 года

Согласно военно-топографической карте Новгородской губернии издания 1912 года деревня Городок насчитывала 7 крестьянских дворов.
Согласно карте Ленинградской области Северо-западного аэрогеодезического треста ГГУ издания 1932 года деревня насчитывала 5 крестьянских дворов.
По данным 1933 года деревня Городок входила в состав Озеревского сельсовета Ефимовского района.
По данным 1966 и 1973 годов деревня Городок входила в состав Озеревского сельсовета Бокситогорского района.
По данным 1990 года деревня Городок входила в состав Климовского сельсовета.
В 1997 году в деревне Городок Климовской волости проживали 2 человека, в 2002 году — 11 человек (все русские).
В 2007 году в деревне Городок Климовского СП проживали 4 человека, в 2010 году — 14.
В мае 2019 года Климовское сельское поселение вошло в состав Ефимовского городского поселения.

## География
Деревня расположена в южной части района на автодороге 41К-030 (Красная Речка — Турандино).
Расстояние до деревни Климово — 3 км.
Расстояние до ближайшей железнодорожной станции Ефимовская — 40 км. 
Деревня находится на левом берегу реки Чагода.

## Демография
| 1997 | 2002 | 2007 | 2010 | 2017 |
| ---- | ---- | ---- | ---- | ---- |
| 2    | ↗11  | ↘4   | ↗14  | ↘7   |

### Национальный состав
Согласно данным Всероссийской переписи населения 2021 года в деревне проживали 7 человек, из них:
 русские — 6, карелы — 1 человек.

## Инфраструктура
На 1 января 2013 года в деревне числилось 5 домохозяйств.